# Gustav Vogt (Jurist)

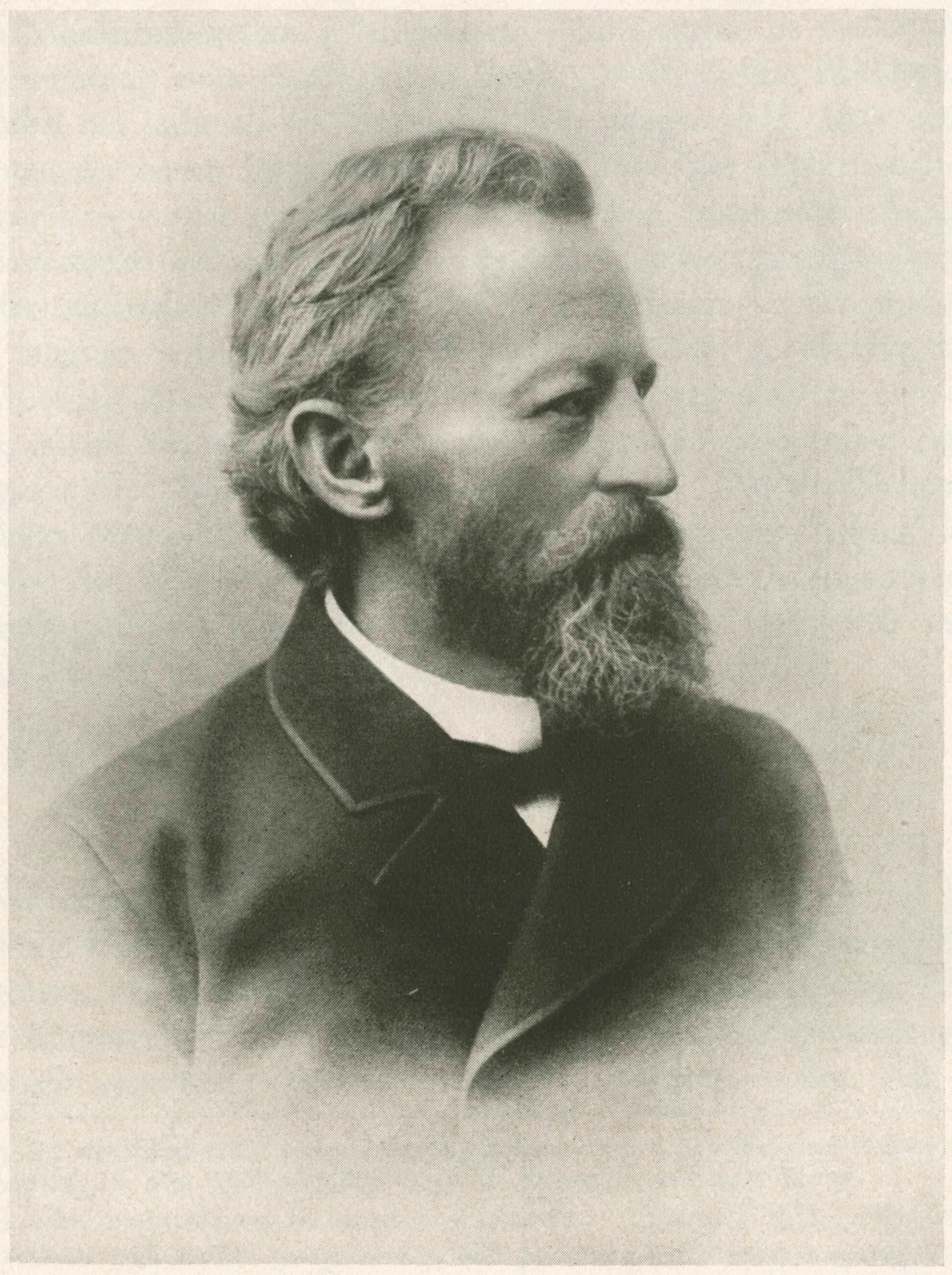
Gustav Vogt, vor 1939

Gustav Vogt (* 14. Juli 1829 in Gießen; † 12. November 1901 in Zürich; aus Hessen, ab 1846 heimatberechtigt in Erlach) war ein Schweizer Jurist, radikal-liberaler Politiker und Journalist. Von 1872 bis 1881 war er Zürcher Kantonsrat, von 1878 bis 1885 Chefredaktor der Neuen Zürcher Zeitung.

## Leben
Vogt war der jüngste von vier Söhnen von Philipp Friedrich Wilhelm Vogt, Arzt und Direktor der medizinischen Klinik am Inselspital Bern. Der Vater entzog sich als Anhänger freiheitlicher Ideen der politischen Verfolgung im Grossherzogtum Hessen durch die Annahme der Berufung an die neu gegründete, liberale Universität Bern, wo er von 1834 bis zu seinem Tod als ordentlicher Professor für Innere Medizin lehrte. 
Gustav Vogt absolvierte nach dem Besuch der Schulen in Bern ein Studium der Rechtswissenschaften an der Universität Bern, bestand 1853 das Fürsprecherexamen, eröffnete danach eine Anwaltspraxis und arbeitete für die vom späteren Bundesrat Jakob Stämpfli geleitete radikalliberale Berner Zeitung. 1855 habilitierte er sich an der Universität Bern und lehrte Straf-, Natur- und Bundesrecht.
Von 1856 bis 1869 war er Bezirksprokurator des bernischen Mittellandes. Seine Ideen fanden Aufnahme im bernischen Armengesetz von 1857, das von seinem Freund und späteren Bundesrat Karl Schenk verfasst wurde. 1860 erschien ein Teil seines Handbuchs des schweizerischen Bundesrechts, das aber unvollendet blieb, nachdem Vogt im gleichen Jahr zum ersten Direktor des Eidgenössischen Statistischen Bureaus (heute Bundesamt für Statistik) ernannt worden war.
Ab 1862 war Vogt ordentlicher Professor für Staatsrecht in Bern und setzte sich für die direkte Demokratie, die Verfassungsgerichtsbarkeit nach nordamerikanischem Muster und die internationale Friedensbewegung ein. 1862 war er Vertreter der Schweiz an der Weltausstellung in London. 1869/1870 war er Rektor der Universität Bern. 1870 erhielt er, als Befürworter der direktdemokratischen Entwicklung, in Zürich den nach der Umwälzung geschaffenen Lehrstuhl für demokratisches Staatsrecht. Von 1876 bis 1878 war er Rektor der Universität Zürich. Er galt als eigentlicher Schöpfer des Bundesstaatsrechts im Geiste des 1848er Liberalismus.
Vogt war mehrmals als Rechtsbeistand der Gotthardbahn tätig und vertrat die Gesellschaft namentlich in den Rechtsstreitigkeiten mit Louis Favre (ab 1876).
1863, 1869 und 1872 kandidierte Vogt erfolglos für den Nationalrat.

## Neue Zürcher Zeitung
Vogt hatte schon in seiner Berner Zeit an der Berner-Zeitung von Jakob Stämpfli (nicht zu verwechseln mit der weit später gegründeten und noch heute existierenden Berner Zeitung) mitgearbeitet. Von 1868 bis 1869 arbeitete er redaktionell an der Zeitschrift Die Vereinigten Staaten von Europa mit. Von 1864 bis 1870 war er Redaktor der Zeitschrift des bernischen Juristenvereins.
1874 begann Vogt bei der Neuen Zürcher Zeitung (NZZ) als nebenamtlicher Schauspielkritiker, wurde dann volkswirtschaftlicher Mitarbeiter und Leitartikler; aber der Kampf seines Vorgängers Gottwalt Niederer gegen das Fabrikgesetz bewog ihn, sich als Autor vorübergehend von der NZZ zu distanzieren. Der Verwaltungsrat hatte Vogt schon 1875 und 1877, nach den Rücktritten von Hans Weber und Eugen Huber, als Chefredaktor gewinnen wollen, doch Vogt strebte vorerst das Rektorat der Universität Zürich an und erhielt es 1876 auch. Als ein Nachfolger für den provisorisch eingesetzten Gottwalt Niederer gesucht wurde, fragte das Komitee erneut beim Rechtsprofessor an, und dies trotz politischen Bedenken: Vogt vertrat im Kantonsrat die Demokraten und befand sich vor allem in sozialpolitischen Fragen links der Aktionäre. Vorsichtshalber liess man Vogt ein «Redaktionsprogramm» entwerfen, bevor er die Arbeit als Chefredaktor aufnahm. Dort betonte Vogt, dass die NZZ nicht einer Partei, sondern generell den liberalen Bestrebungen verpflichtet sei. 1878 wurde er schliesslich zum Chefredaktor der NZZ ernannt und blieb dies bis 1885, bei reduziertem Lehrauftrag. Zuvor hatte er die Demokratische Partei verlassen, ohne der der NZZ nahestehenden Liberalen Partei beizutreten.
Als Chefredaktor eckte Vogt öfter an; bei aller nötigen Prinzipientreue «liess er es an der gewissen Geschmeidigkeit fehlen, die manchmal vonnöten wäre, um sich durch all die vielen Klippen der Politik hindurchzuwinden». Zu schweren Auseinandersetzungen des «abtrünnigen» Vogt kam es namentlich mit den Demokraten, vor allem bei Bank- und Eisenbahnfragen und beim Kulturkampf, in dem er im Namen der Religionsfreiheit die staatskirchlichen Argumente ebenso bekämpfte wie die ultramontanen. Nach Ansicht der Verwaltungsräte kam das Blatt unter anderem deshalb nicht aus der Verlustzone heraus, weil Vogt wegen solcher Streitigkeiten die kantonale Politik (wie allerdings auch schon seine Vorgänger) vernachlässigte. Vogt selbst kündigte im Januar 1883 auf den Herbst, verlängerte den Vertrag aber dann doch noch einmal um drei Jahre, in denen er den jungen Walter Bissegger zu seinem Nachfolger aufbauen sollte. Anhaltende Differenzen mit den eigenen Aktionären führten schliesslich doch zu Vogts Rücktritt im Herbst 1885. Er zog sich wieder auf seine Professur zurück, schrieb aber weiterhin Beiträge vor allem für das Feuilleton. Im März  1888 zerstritt er sich jedoch mit seinen Nachfolgern über den immer deutschfreundlicheren Kurs des Blattes und stellte seine Mitarbeit endgültig ein.
Der Historiker und Politologe Erich Gruner bezeichnete die Periode 1872 bis 1885 der vier NZZ-Chefredaktoren Hans Weber, Eugen Huber, Gottwalt Niederer und Gustav Vogt als «ausgesprochene Sturmjahre für die NZZ» und als eine «von menschlicher Kleinheit, Übelwollen, Brotneid und Engherzigkeit erfüllte Geschichte» in einer «von Haß und niederen Instinkten erfüllten Atmosphäre». Leo Weisz habe (in seinem Buch Die Neue Zürcher Zeitung auf dem Wege zum freisinnigen Standort 1872–1885) «die Zentralfigur Gustav Vogt in seiner ganzen Brutalität, Käuflichkeit und Windfahnenhaftigkeit» vorgestellt.

## Ehrungen
- 1867 verlieh die Universität Bern Vogt den Titel eines Ehrendoktors Dr. iur. h. c.

## Publikationen (Auswahl)
- Zur Kritik des bernischen Vertragsrechts. Bern 1855 (Sonderdruck aus: Zeitschrift für vaterländisches Recht).
- Handbuch des schweizerischen Bundesrechts. Bern 1860.
- Revision der Lehre von den eidgenössischen Konkordaten. J. Dalp, Bern 1865 (Sonderdruck aus: Zeitschrift des bernischen Juristenvereins).
- Beiträge zur Kritik und Geschichte der Administrativjustiz im Kanton Bern. Huber, Bern 1869 (Sonderdruck aus Zeitschrift des bernischen Juristenvereins. Band 5, 1869/1870).
- Zur Tessiner Frage. Rechtserörterungen. Sammelband ETH-Bibliothek, Zürich 1889.
- Zur Charakteristik der schweizerischen Mediationsakte vom 19. Februar 1803. Zürich 1884.
- Die Organisation der Bundesrechtspflege in den Vereinigten Staaten von Amerika. Basel 1890 (Sonderdruck aus: Verhandlungen des Schweizerischen Juristenvereins; Vortrag).
- Was nun? Ein Beitrag zur Lösung der Eisenbahnfrage. Sammelband ETH-Bibliothek, Zürich 1891.
- Die Zukunft des schweizerischen Bundesstaates. 1891 (Vortrag).
- Ein eidgenössischer Verwaltungsgerichtshof. Bern 1892 (Sonderdruck aus: Zeitschrift des bernischen Juristenvereins).
- Über die sogenannte tacita substitutio. V. Grass, Barth & Cie., Breslau 1896 (Diss.).

## Privates
Vogt war seit 1854 mit Lina Rosina Follen verheiratet. Seine Brüder waren der Naturwissenschaftler und demokratische Politiker Carl Vogt (1817–1895), der Jurist und Schweizer Gesandtschaftsattaché Emil Vogt (1820–1883) und der Arzt und Sozialreformer Adolf Vogt (1823–1907). Er war der einzige der vier Brüder, der schweizerdeutsch (berndeutsch) sprach. Er nahm im November 1847 am Sonderbundskrieg teil. Sein Wahlspruch war Victrix causa deis placuit, sed victa Catoni («Die siegreiche Sache gefiel den Göttern, aber die besiegte gefiel dem Cato»). In seinen letzten Jahren lebte er sehr zurückgezogen.